# Инкум, Соломон Келвин
Соломон Келвин Инкум (англ. Solomon Kelvin Inkoom); также известный как Соломон Течи или Тейки (англ. Solomon Takyi; 11 марта 1992) — ганский футболист, нападающий киргизского клуба «Алай».

## Биография
С 2012 года выступал в Таджикистане за «Равшан», с которым дважды (2012, 2013) побеждал в чемпионате Таджикистана. В начале 2014 года играл в составе «Равшана» в Кубке АФК, а перед стартом национального чемпионата перешёл в «Далерон-Уротеппа», с которым стал бронзовым призёром сезона-2014. Был признан лучшим легионером чемпионата Таджикистана 2014 года. Летом 2015 года перешёл в «Барки Тоджик», а весной 2016 года играл за «Хосилот». Зимой 2015/16 на короткое время уезжал в иракский клуб «Дахук».
Летом 2016 года перешёл в киргизский «Алай» (Ош), с которым по итогам сезона стал чемпионом Кыргызстана. В начале 2017 года перешёл в бишкекский «Дордой», но в команде не задержался и уже летом перешёл в «Абдыш-Ату», где провёл год и в 2017 году стал серебряным призёром чемпионата. Летом 2018 года вернулся в «Алай», с которым также завоевал серебро.